# Royal Naval Air Service
Royal Naval Air Service (RNAS) byly britské vojenské námořní vzdušné síly krátce před a během první světové války. Tato vojenská organizace byla založena 13. dubna 1912 jako složka Royal Navy a její činnost byla ukončena 1. dubna 1918 sloučením se složkami Royal Flying Corps v britské vojenské letectvo Royal Air Force.